# Ajith Kumar
Ajith Kumar (Hyderabad, 1º maggio 1971) è un attore indiano.
Talora il suo nome viene abbreviato nei titoli in Ajith. È sposato con Shalini Kumar.
Ha esordito con un film in lingua telugu nel 1992: Prema Pustagam.
In seguito ha recitato in numerose pellicole di Kollywood.
È approdato a Bollywood nel 2001 con il film Asoka.

## Filmografia
Tutti i film elencati di seguito sono in lingua tamil e quindi appartengono a Kollywood, con l'eccezione di Asoka, in hindi e del primo film, appartenente alla cinematografia nota come Tollywood.
- 1992: Prema Pustagam
- 1993: Amaravathi
- 1994: Paasamalargal
- 1994: Pavithra
- 1995: Rajavin Parvaiyile
- 1995: Aasai
- 1996: Vaanmathi
- 1996: Kalloori Vaasal
- 1996: Minor Maappillaigal
- 1996: Kadhal Kottai
- 1997: Nesam
- 1997: Raasi
- 1997: Ullasam
- 1997: Pagaivan
- 1997: Rettai Jadai Vayasu
- 1998: Kadhal Mannan
- 1998: Aval Varuvala
- 1998: Unnidathil Ennai Koduthen
- 1998: Uyirodu Uyiraga
- 1999: Thodarum
- 1999: Unnai Thedi
- 1999: Vaali
- 1999: Anandha Poongatre
- 1999: Nee Varuvai Ena
- 1999: Amarkalam
- 2000: Mugavari
- 2000: Kandukondain Kandukondain
- 2000: Unnai Kodu Ennai Tharuven
- 2001: Dheena
- Citizen, regia di Saravana Subaiya (2001)
- 2001: Poovellam Un Vasam
- Asoka, regia di Santosh Sivan (2001)
- 2002: Red
- 2002: Raja
- 2002: Villain
- 2003: Ennai Thalatta Varuvala
- 2003: Anjaneya
- 2004: Jana
- 2004: Attagasam
- 2005: Ji
- 2006: Paramasivan
- 2006: Thirupathi
- 2006: Varalaru
- 2007: Aalwar
- 2007: Kireedam
- 2007: Billa
- 2015: Vedalam
- 2017: Vivegam